# BWP (cheval)
Pour les articles homonymes, voir BWP.
Le BWP, cheval de sang belge, Belgisch Warmbloedpaard, warmblood belge ou belge sang chaud est un registre généalogique (stud-book) de chevaux de sport belges, élevés surtout dans le nord de la Belgique, en région flamande. Il ne doit pas être confondu avec le SBS ou cheval de sport belge, qui est élevé dans le sud de la Belgique, en région wallonne. Les deux ont cependant la même origine. Le cheval de trait léger belge a été croisé dans les années 1960 avec des étalons selle français, anglais, irlandais et allemands. Depuis, le programme d'élevage très technique a propulsé le BWP aux premiers rangs des chevaux de sports internationaux. Le stud-book du BWP sélectionne ses reproducteurs par des concours d'élevage et une expertise annuelle des étalons avec des critères rigoureux de modèle, d'allures et d'origines. Il accepte des étalons « performers » de races européennes.  
C'est un cheval harmonieux, doué pour le saut, aux allures étendues et au tempérament calme mais affirmé. Le BWP est un excellent cheval de sports équestres.

## Histoire
Le BWP a une histoire relativement récente. La race est issue de la Landelijke Ruiterijcavalerie, c'est-à-dire la cavalerie rurale, fondée en 1937 par le chanoine De Mey. Une loi belge interdisant d'élever des chevaux de selle qui seraient également montés pour le loisir et le sport, il faut attendre son abolition en 1954 pour voir la naissance des premiers élevages belges de chevaux de selle. Un stud-book voit le jour en 1955 sous le nom de vzw Fokvereninging van het Landbourijpaard (Association nationale de l’élevage du cheval de selle agricole). Ce nom est rapidement abandonné au profit du nom actuel à savoir le Belgisch Warmbloedpaard (cheval de sang belge), soit le BWP,.
L'élevage de chevaux de sang n'étant pas traditionnel en Belgique, les éleveurs ont cherché des apports de sang à l'étranger. La jumenterie locale, composée de chevaux de trait léger, est croisée dans un premier temps avec des chevaux Gelderland. Les premiers produits sont robustes, fiables, mais lourds et sans aucune aptitude sportive. Les éleveurs se tournent alors vers la Normandie et le Hanovre où des sujets belges sont croisés avec des chevaux selle français et hanovriens,. Les éleveurs cherchent en effet chez ces races un modèle plus sportif de par leur ascendance Pur-sang. D'autres croisements ont également été réalisés avec des chevaux Pur Sang, et plus dernièrement avec des chevaux anglo-arabe et hollandais sang chaud. Le BWP peut ainsi faire valoir dans ses origines des chevaux comme Ibrahim venant de France, les étalons Flugel et Lugano en provenance du Hanovre et l'étalon Codex venant des Pays-Bas.

## Description

### Morphologie

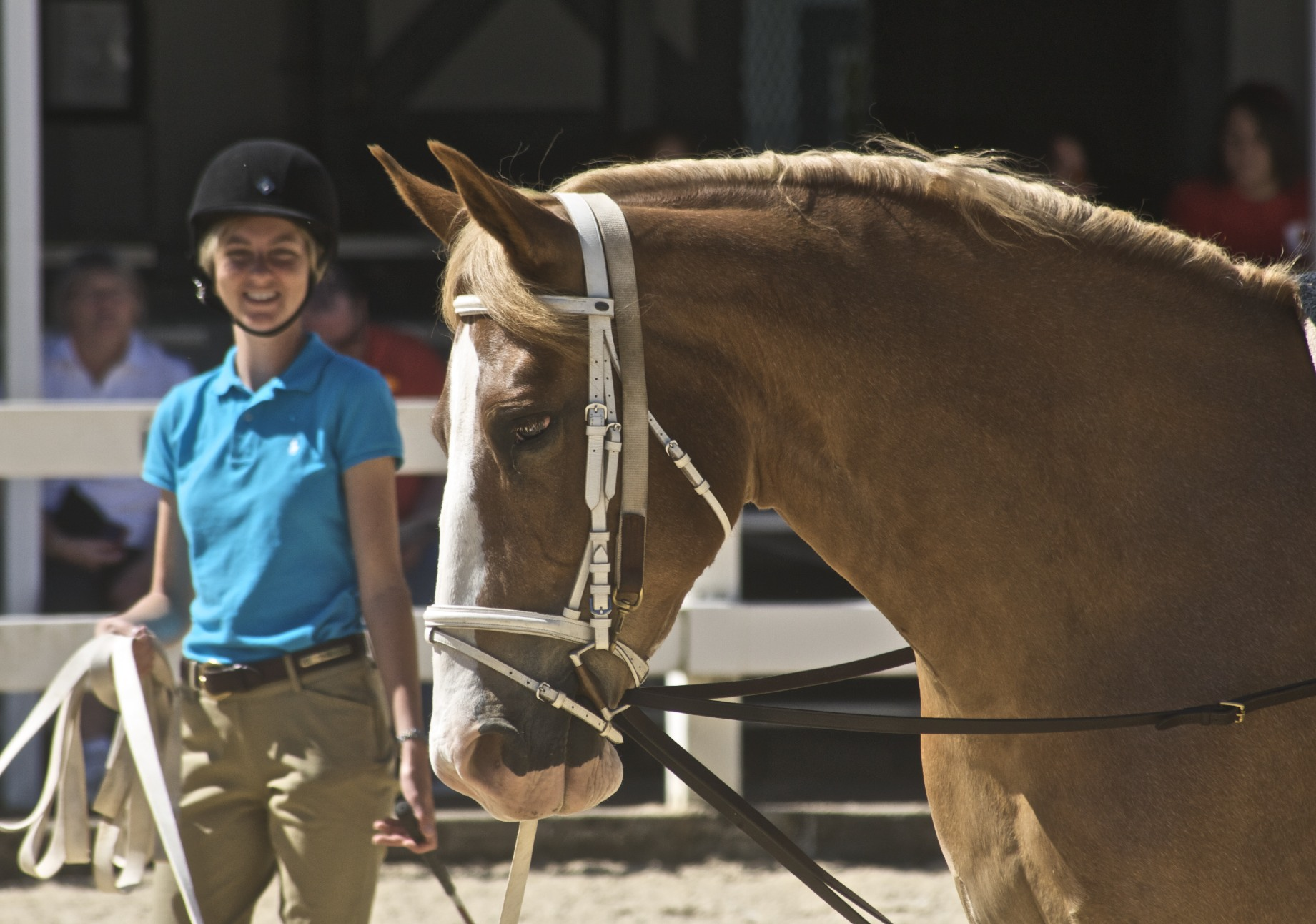
Tête d'un BWP.

Le BWP est un cheval de sport. De taille moyenne, c'est un cheval avec une physionomie assez compacte, de la masse, une musculature développée et des membres puissants et sains. Agile, ses allures sont souples et la qualité de sa foulée de galop est reconnue.
Son encolure assez courte ne favorise pas la vitesse, mais convient parfaitement au dressage et au saut d'obstacles. Sa tête est assez intelligente. Le poitrail est ample, large et profond. Ses membres sont courts et solides. Ses longs canons sont caracteristiques de la race; ses pieds sont sains ouverts, inclinés et de taille égale. C'est un cheval aux hanches larges et à l'arrière main puissante. Sa croupe est bien inclinée et la queue attachée haut. La cuisse est puissante. Le corps est bien arrondi avec un passage de sangle profond. Les postérieurs sont acceptables malgré un jarret ayant tendance à l'empatement.

### Robes
Toutes les robes sont autorisées dans le stud-book, même la robe pie.

### Tempérament
C'est un cheval courageux, endurant, volontaire et gentil. Si certains sujets présentent un caractère affirmé, son tempérament est généralement pondéré et adapté au haut niveau.

### Sélection
Afin de produire les meilleurs chevaux de sport, l'approbation des nouveaux étalons dans le stud-book BWP se fait au cours d'une « expertise » annuelle. Très sélective, cette expertise juge les étalons sur leur modèle et allures, nu et monté, sur sol dur et sur sol meuble, et aussi en saut en liberté. L'expertise se déroule en trois phases : la première est une inspection vétérinaire; la seconde est une étude du modèle, des allures et du saut en liberté; la troisième est une épreuve montée par les cavaliers habituels des chevaux, mais également par ceux du stud-book. Les lignées maternelles peuvent également être prises en compte dans l'approbation finale. En 2014, sur les 68 jeunes étalons de trois ans inscrits à la seconde phase de l'inspection, seuls treize ont été approuvés.

## Utilisations
Le BWP est un cheval de sport. On le retrouve donc dans toutes les disciplines des sports équestres. Sélectionné en premier lieu pour le saut d'obstacles, sa discipline de prédilection, il excelle sur la scène internationale. Plusieurs champions BWP comme Darco, Jus de pomme ou Big Ben ont eu des carrières remarquables, représentant, parmi de nombreux autres, la race aux Jeux olympiques et en Coupe du monde. En 2010, lors des Jeux équestres mondiaux de Lexington, le BWP Vigo d'Arsouilles permet à son cavalier Philippe Lejeune d'être sacré champion du monde. Barron a remporté la médaille d'argent de CSO par équipes aux Jeux olympiques d'été de 2016. En 2016 et 2017, les résultats en Grand Prix de la jument Fair Light van't Heike, fille de Vigo d'Arsouilles montée par le cavalier italien Alberto Zorzi, sont également notables. First Class van Eeckelghem est médaille de bronze par équipes aux Jeux olympiques de Rio en 2016. Estoy Aqui de Muze fut l'une des juments les plus régulières de Kevin Staut. Domino a également eu de bons résultats.
Le BWP est bien représenté en dressage, et il commence aussi à l'être à haut niveau en concours complet.

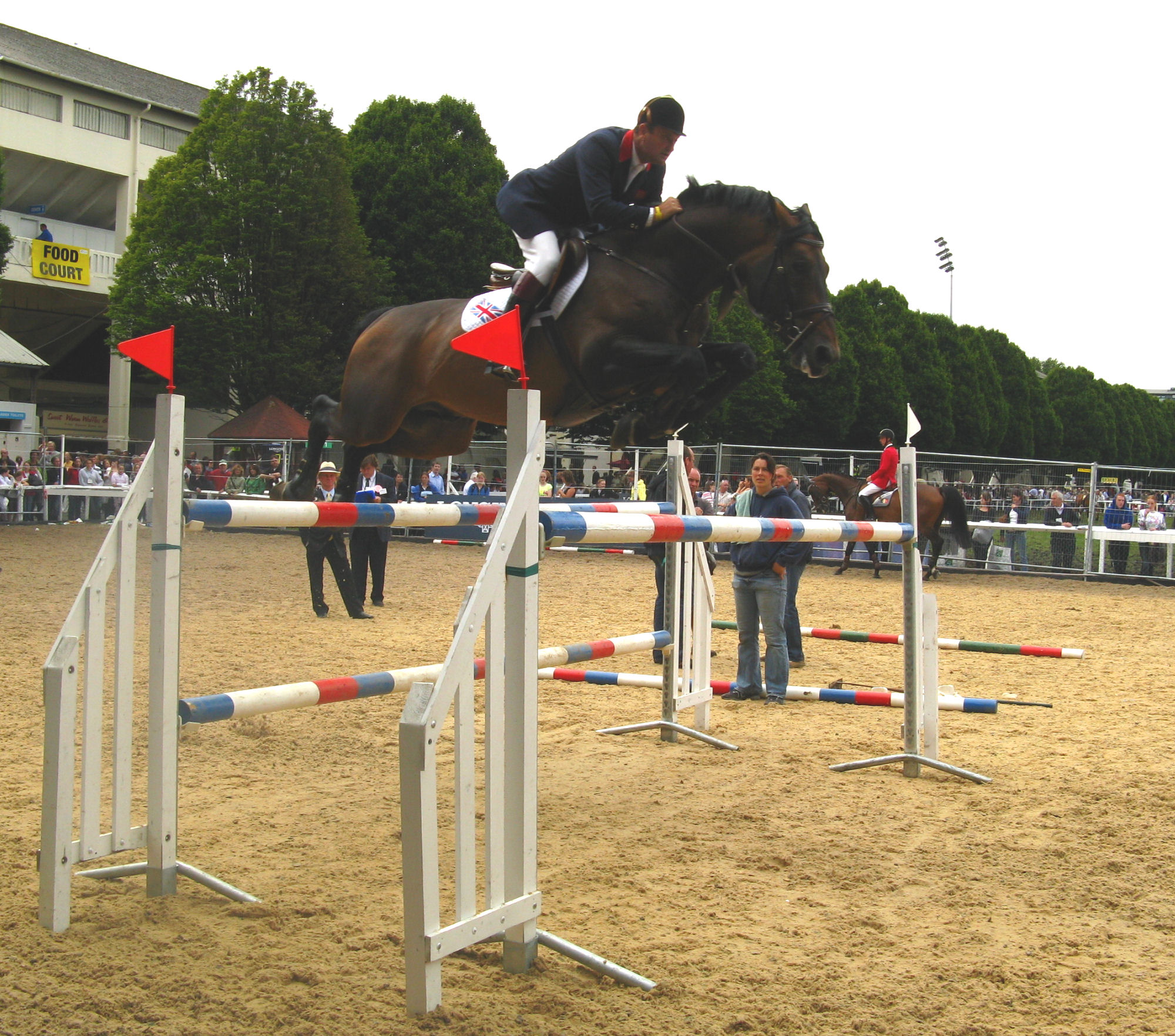
BWP en saut d'obstacles.
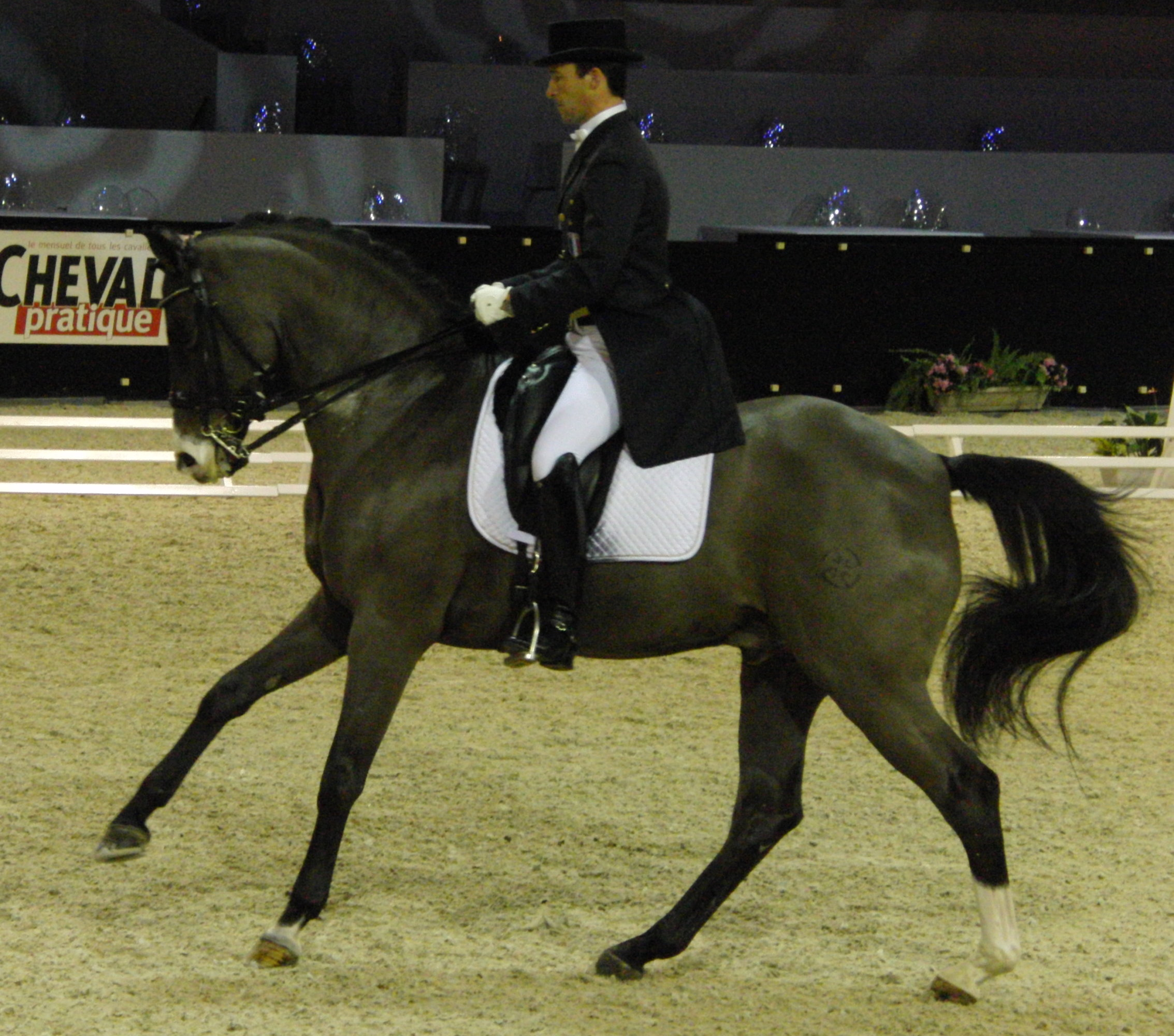
BWP en concours de dressage.
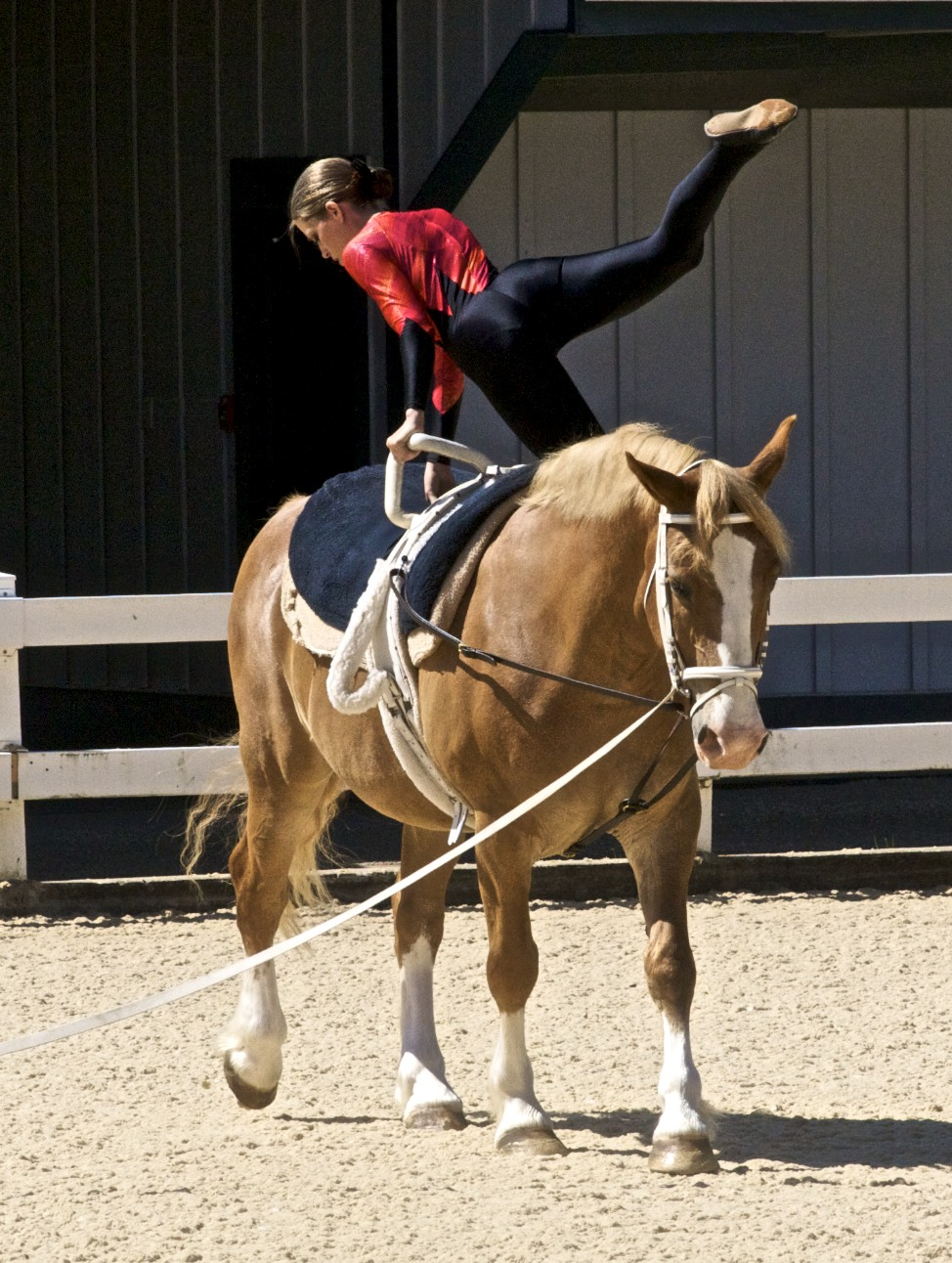
BWP en voltige.

## Diffusion de l'élevage
Le BWP est exporté dans le monde entier mais son élevage reste concentré sur la Belgique. Un « district » du stud-book existe également en Amérique du Nord, mais c'est toujours le stud-book belge qui assure la totale gestion des passeports et papiers de chaque cheval BWP.
On dénombre en 2006 près de 4 500 naissances par an dans le monde. La race est élevée en Bulgarie.

### En Amérique du Nord
La Belgian Warmblood Association, North American District (BWP/NAD) est l'association officielle assurant la gestion et la promotion du BWP aux États-Unis et au Canada. Créée en 1987, elle accueille chaque année les inspections des juges belges qui s'assurent de la production locale et approuvent les étalons.

#### Ouvrages généralistes
- [Pickeral 2003] (en) Tamsin Pickeral, « Belgian Warmblood », dans Encyclopedia of horses and ponies, Barnes & Noble Books, 2003, 384 p. (ISBN 0760734577 et 9780760734575), p. 288
- [Edwards 2006] Elwyn Hartley Edwards, « Sang Chaud Belge », dans Les chevaux, Éditions de Borée, 2006, 272 p. (ISBN 9782844944498, lire en ligne), p. 62-63
- [Hendricks 2007] (en) Bonnie Lou Hendricks, International Encyclopedia of Horse Breeds, Norman, University of Oklahoma Press, 15 août 2007, 2e éd., 486 p. (ISBN 0-8061-3884-X, OCLC 154690199, lire en ligne), « Belgian Warmblood », p. 75-76. .
- [Lynghaug 2009] (en) Fran Lynghaug, « Belgian Warmblood », dans The Official Horse Breeds Standards Guide: The Complete Guide to the Standards of All North American Equine Breed Associations, Voyageur Press, 2009, 672 p. (lire en ligne), p. 557-561

#### Article de presse
- [Rebts 2012] Marie-Eve Rebts, « Le BWP, taillé pour l'obstacle », Cheval Magazine, no 490,‎ septembre 2012, p. 76-79